# Pseudoscops grammicus
Pseudoscops grammicus là một loài chim trong họ Strigidae.